# عالم سفلي

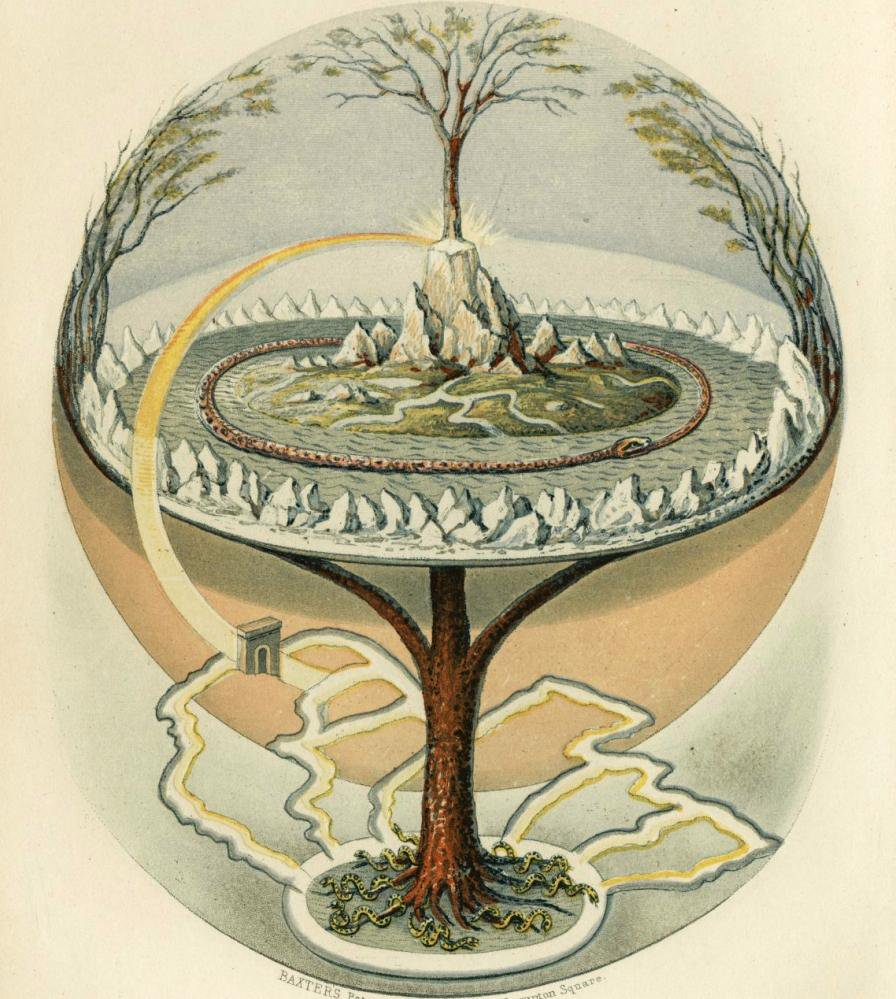
إغدراسيل، هي محاولة حديثة لإعادة تشكيل شجرة العالم النوردية والتي تربط ما بين الجنان والعالم والعالم السفلي.

العالم السفلي أو الجحيم وهي منطقة ساد الاعتقاد بأنها منطقة عميقة تحت سطح الأرض أو تحت العالم في بعض الأديان والميثولوجيات. ويشير العالم السفلي بوجهٍ عام إلى المكان الذي تتجه إليه الأرواح من أرواح الموتى الذين غادروا الحياة مؤخراً، لذلك فهو بمثابة الحياة الآخرة أو مملكة الموتى.
وتُعتبر عبارة «المنتمي إلى العالم السفلي» هي الصفة التي تختص بكل ما يدور في العالم السفلي. ويرتبط بفكرة العالم السفلي الاعتقاد في شجرة العالم وبأنها تربط ما بين الجنان والدنيا والعالم السفلي. وقد وصف علماء الدين في أوروبا الغربية بالقرون الوسطى العالم السفلي بأنه («الجحيم» و«هاديس» و«جهنم») وهو حسب رأيهم مُقسم إلى أربعة أجزاء مستقلة: جحيم الملعونين (والتي يُطلق عليها البعض جهنم) والأعراف (المَطْهر) ويمبوس الآباء أو البطاركة ويمبوس الأطفال.